# Liste der Kulturdenkmäler in Esthal
In der Liste der Kulturdenkmäler in Esthal sind alle Kulturdenkmäler der rheinland-pfälzischen Ortsgemeinde Esthal einschließlich der Ortsteile Breitenstein, Erfenstein und Sattelmühle aufgeführt. Grundlage ist die Denkmalliste des Landes Rheinland-Pfalz (Stand: 19. Dezember 2024).

## Denkmalzonen
| Bezeichnung                   | Lage                                                      | Baujahr                    | Beschreibung | Bild                           |
| ----------------------------- | --------------------------------------------------------- | -------------------------- | --- | ------------------------------ |
| Denkmalzone Burg Breitenstein | Breitenstein, westlich des Ortes über dem Speyerbach Lage | Mitte des 13. Jahrhunderts | Burg der Grafen von Leiningen, Spornanlage, Hauptburg wohl aus der Mitte des 13. Jahrhunderts, Vorburg eventuell älter, wohl 1470 zerstört; Reste des Zwingers der Hauptburg, Torhaus, Schildmauer, Außenmauern des Palas; Reste eines Wohnturms der Vorburg; landschaftsbildprägend | weitere Bilder Fotos hochladen |
| Denkmalzone Burg Erfenstein   | Erfenstein, westlich des Ortes Lage                       | Mitte des 13. Jahrhunderts | Burg der Grafen von Leiningen, zweiteilige Höhenburg in Spornlage, Gründung wohl Mitte des 13. Jahrhunderts, 1470 zerstört; Reste der Ringmauer und des Bergfrieds, Buckelquaderbau, der „Alten Burg“, Bergfried der Hauptburg, Sandstein-Buckelquaderbau                            | weitere Bilder Fotos hochladen |

## Einzeldenkmäler
| Bezeichnung                                    | Lage                                                                       | Baujahr                           | Beschreibung | Bild                           |
| ---------------------------------------------- | -------------------------------------------------------------------------- | --------------------------------- | --- | ------------------------------ |
| Friedhofsmauer, -kreuze und Kriegerdenkmal     | Esthal, Friedhofstraße, auf dem Friedhof Lage                              | ab 1806                           | Friedhof 1806 angelegt, mehrmals erweitert; Einfriedung, 1806, teilweise erhalten; Fünfwundenkreuz, wohl frühes 19. Jahrhundert; Friedhofskreuz, bezeichnet 1899; Kriegerdenkmal 1914/18, bezeichnet 1935 von Richard Menges, Kaiserslautern, nach 1945 erweitert | Fotos hochladen                |
| Tränkenbrunnen                                 | Esthal, Hauptstraße, am nördlichen Ortseingang Lage                        | 19. Jahrhundert                   | vier Sandsteintröge, bogenüberfangener Zulauf, im Kern wohl aus dem 19. Jahrhundert | Fotos hochladen                |
| Wegekreuz                                      | Esthal, Hauptstraße, bei Nr. 44 Lage                                       | 1864                              | Kruzifix, bezeichnet 1864 | Fotos hochladen                |
| Wegekreuz                                      | Esthal, Hauptstraße, vor Nr. 121 Lage                                      | 1849                              | Kruzifix, Sandsteinschaft, galvanoplastischer Korpus, bezeichnet 1849 | Fotos hochladen                |
| Wegekreuz                                      | Esthal, Kirchstraße, Ecke Hauptstraße Lage                                 | 1817                              | Kruzifix, nachbarocker Sockel, bezeichnet 1817, Sandsteinkreuz, 19. Jahrhundert, Metallkorpus | Fotos hochladen                |
| Katholische Pfarrkirche St. Konrad von Parzham | Esthal, Kirchstraße 23 Lage                                                | 1933/34                           | Sandsteinquader-Saalbau, 1933/34, Architekten Willy Schönwetter und Otto Schaltenbrand, Neustadt, mit älteren Teilen; Chorflankenturm | weitere Bilder Fotos hochladen |
| Wohnhaus                                       | Esthal, Klosterstraße 2/4 Lage                                             | 1901                              | späthistoristisches Hochkellerhaus, bezeichnet 1901; ortsbildprägend | Fotos hochladen                |
| Kloster St. Maria                              | Esthal, Klosterstraße 60 Lage                                              | 1951–59                           | Provinz-Mutterhaus der Schwestern vom Göttlichen Erlöser; schlichte Putzbauten, 1951–59, Architekten Hebgen und Heller, Ludwigshafen; Marienstatue 1952, Saalkirche 1959, Umfassungsmauer mit Eckpavillons                                                        | Fotos hochladen                |
| Aschbergkreuz                                  | Esthal, Klosterstraße, vor Nr. 60 Lage                                     | 1861                              | Aschbergkreuz, bezeichnet 1861, Korpus erneuert | Fotos hochladen                |
| Wegekreuz                                      | Esthal, Michelsbergstraße, bei Nr. 1 Lage                                  | 1889                              | Kruzifix, Sandsteinkreuz, Corpus farbig gefasst, 1889 von Steinhauer Quester | Fotos hochladen                |
| Straufelsbrunnen                               | Esthal, östlich des Ortes im Straufelstal Lage                             | 18. oder 19. Jahrhundert          | Brunnenanlage aus vier Sandsteintrögen; in der Substanz wohl aus dem 18. oder 19. Jahrhundert | BW                             |
| Schelmenteichbrunnen                           | Esthal, südwestlich des Ortes (verlängerte Brunnenstraße) Lage             | 19. Jahrhundert                   | Waschbrunnenanlage, wohl aus dem 19. Jahrhundert | Fotos hochladen                |
| Nebelsbrunnen                                  | Esthal, westlich des Ortes am Eingang in das Nebelstal Lage                | 19. Jahrhundert                   | Waschbrunnen, Sandstein, wohl aus dem 19. Jahrhundert | weitere Bilder Fotos hochladen |
| Triftanlagen                                   | Breitenstein und Esthal, nördlich von Breitenstein und westlich von Esthal | erste Hälfte des 19. Jahrhunderts | verschiedene Einrichtungen für die Holztrift, sorgfältig gemauerte Sandsteinquaderanlagen, erste Hälfte des 19. Jahrhunderts; mit Dreibrunnentaler (⊙), Rumpelslocher (⊙), Goldbrunnen- (⊙), Wintertaler- (⊙) und Breitensteiner Klause (⊙)                       | Fotos hochladen                |
| Stauwehre am Speyerbach                        | Breitenstein, nördlich und östlich des Ortes am Speyerbach Lage            | 1782                              | Anlage für Wiesenbewässerung und Holztrift, zwei Stangenwehre mit Haspelschutz, östliches bezeichnet 1782 und 1859 | BW                             |
| Land- und Jagdhaus Wolf                        | Erfenstein, Schankentalstraße 1 Lage                                       | 1857/58                           | eingeschossiger spätklassizistischer Putzbau mit Kniestock, 1857/58, gusseiserner Brunnen, bezeichnet 1884, Ökonomie | Fotos hochladen                |
| Wohnhäuser                                     | Erfenstein, Spangenbergerstraße 11 und 13 Lage                             | 1922/23                           | zwei villenartige Wohnhäuser in barockisierendem Heimatstil, 1922/23 | Fotos hochladen                |
| Sattelmühle                                    | Sattelmühle, Sattelmühle 4a–c, Talstraße 136 Lage                          | 18. bis 20. Jahrhundert           | ehemaliges Mühlenanwesen; ausgedehnter Komplex mit Wohn- und Wirtschaftsgebäuden, 18. bis 20. Jahrhundert, Villenbau und ehemalige Gastwirtschaft | Fotos hochladen                |